# Sebastiano (prefetto del pretorio)
Sebastiano (latino: Sebastianus; fl. 476-484) fu un influente funzionario dell'Impero romano d'Oriente durante il regno dell'imperatore Zenone.

## Biografia
Sebastiano fu Prefetto del pretorio d'Oriente, attestato in carica da alcune leggi conservatesi nel Codice giustinianeo e datate dal 17 dicembre 476 al 1º maggio 480.
In seguito ricoprì una seconda prefettura, verosimilmente ancora d'Oriente, tra il 28 marzo e il 13 aprile 484.
Secondo lo storico Malco di Filadelfia, Sebastiano gettò discredito sul regno di Zenone a causa della propria estrema venalità, giungendo a vendere apertamente onori e cariche; godeva infatti di una grande influenza sull'imperatore.